# Riyadh Sharahili
Riyadh Mohammed Mohammed Husami Sharahili (arabisch رياض محمد محمد حسامي شراحيلي; * 28. April 1993 in Riad) ist ein saudi-arabischer Fußballspieler. Er ist im Mittelfeld beheimatet und spielt dort bei seinem aktuellen Klub zumeist in einer defensiven Rolle.

## Karriere

### Verein
Zur Saison 2015/16 wechselte er von der U23 vom al-Nasr fest in den Kader deren erster Mannschaft. Aber hier war er quasi nie Mitglied des Kaders, weil er gleich direkt danach weiter zu al-Fateh wechselte. Für diese Mannschaft hatte er dann gleich am 1. Spieltag in der Saudi Professional League auch seinen ersten Einsatz in der Liga, wo er in der 84. Minute für Yuseef Khamees eingewechselt wurde. Über den Verlauf dieser Saison kam er aber nur zu einigen wenigen Kurzeinsätzen, welche nur einmal mehr als fünf Minuten am Stück dauerten. Dies besserte sich dann in den darauffolgenden Spielzeiten, zu einem absoluten Stammspieler wurde er hier aber nie wirklich.
Zur Spielzeit 2018/19 wechselte er dann erst einmal zum Zweitligisten al-Tai FC. Am 3. März 2019 kehrte er mit seinem Wechsel zu al-Faisaly in die erste Liga zurück. Für diese Mannschaft sollte er aber nie zum Einsatz kommen, weil er sich am 12. Juli 2019 wiederum dem Aufsteiger al-Adalah anschloss. Für diese Mannschaft kam er dann in der laufenden Saison 2019/20 zu insgesamt 16 Einsätzen.
Seit September 2020 spielte er nun für den Abha Club. Hier wurde er nun auch zum unangefochtenen Stammspieler und verpasst kaum eine Partie.

### Nationalmannschaft
Sein erstes bekanntes Spiel im Dress der saudi-arabischen A-Nationalmannschaft hatte er am 23. September 2022 bei einem 0:0 gegen Ecuador, wo er auch in der Startelf stand und dann in der 89. Minute für Abdullah Madu ausgewechselt wurde. Anschließend wurde er in weiteren Freundschaftsspielen gegen die USA, Albanien, Honduras und Island eingesetzt, wo er weiter Spielzeit sammeln konnte.
Im November des Jahres wurde er dann auch für den finalen Kader des Teams bei der Endrunde der Weltmeisterschaft 2022 nominiert. 